# 普萊森特普雷里鎮區 (明尼蘇達州馬丁縣)
普萊森特普雷里鎮區（英語：Pleasant Prairie Township）是位於美國明尼蘇達州馬丁縣的一個行政鎮區，得名自當地的草原。

## 地方資料
普萊森特普雷里鎮區的面積為93.01平方千米，當中陸地面積為92.48平方千米，而水域面積為0.53平方千米。根據2020年美國人口普查的數據，當地共有人口228人，而人口密度為每平方千米2.45人。